# (2042) Sitarski
(2042) Sitarski – planetoida z pasa głównego asteroid okrążająca Słońce w ciągu 4 lat i 208 dni w średniej odległości 2,75 au. Została odkryta 24 września 1960 roku przez Cornelisa i Ingrid van Houtenów na płytach Palomar Schmidt wykonanych przez Toma Gehrelsa. Nazwa planetoidy pochodzi od Grzegorza Sitarskiego, polskiego astronoma. Przed jej nadaniem planetoida nosiła oznaczenie tymczasowe (2042) 4633 P-L. 